# Milan-San Remo 1978
L'édition 1978 de la course cycliste Milan-San Remo a été remportée au sprint par le Belge Roger De Vlaeminck devant Giuseppe Saronni.

## Classement final
|    | Cycliste            | Pays      | Équipe                     | Temps           |
| -- | ------------------- | --------- | -------------------------- | --------------- |
| 1  | Roger De Vlaeminck  | Belgique  | Sanson-Campagnolo          | 6 h 41 min 59 s |
| 2  | Giuseppe Saronni    | Italie    | Scic-Bottecchia            | + 3 s           |
| 3  | Alessio Antonini    | Italie    | Selle Royal-Inoxpran       | + 5 s           |
| 4  | Yves Hézard         | France    | Peugeot-Esso-Michelin      | + 5 s           |
| 5  | Rik Van Linden      | Belgique  | Bianchi-Faema              | + 5 s           |
| 6  | Francesco Moser     | Italie    | Sanson-Campagnolo          | + 5 s           |
| 7  | Giuseppe Martinelli | Italie    | Magniflex-Torpado          | + 5 s           |
| 8  | Jacques Esclassan   | France    | Peugeot-Esso-Michelin      | + 5 s           |
| 9  | Marcello Osler      | Italie    | Selle Royal-Inoxpran       | + 5 s           |
| 10 | Clyde Sefton        | Australie | Fiorella-Mocassini-Citroen | + 5 s           |